# Contea di Prairie (Montana)
La contea di Prairie (in inglese Praire County) è una contea del Montana, negli Stati Uniti. Il suo capoluogo amministrativo è Terry.

## Storia
La contea fu creata il 5 febbraio 1915.

## Geografia fisica
La contea di Prairie ha un'area di 4.499 km² di cui lo 0,34% è coperto d'acqua. Confina con le seguenti contee:
- Contea di McCone - nord
- Contea di Dawson - nord
- Contea di Wibaux - est
- Contea di Fallon - sud-est
- Contea di Custer - sud
- Contea di Garfield - ovest

### Evoluzione demografica

Situazione demografica

## Città principali
- Terry

## Strade principali
- Interstate 94

## Musei
- Prairie County Museum, su prairie.mt.gov. URL consultato l'8 dicembre 2007 (archiviato dall'url originale il 9 maggio 2008).